# Hans Joachim Schramm
Hans Joachim Schramm (* 11. Dezember 1930 in Halle (Saale); † 11. Juni 2023) war ein deutscher Goldschmied, Grafiker, Journalist und Autor.

## Leben
Schramm absolvierte von 1945 bis 1947 eine Lehre als Goldschmied an der Kunsthochschule Burg Giebichenstein in seiner Geburtsstadt Halle. 1948 bis 1950 folgte ein Studium in den Fächern Metallbildhauerei, Grafik und Malerei am Institut für angewandte Künste der Universität Halle-Wittenberg. Im Anschluss entstanden zahlreiche Bilder, Zeichnungen und Metallarbeiten.
Er arbeitete lange Zeit als Goldschmied, Grafiker und Werbeleiter sowie als Korrespondent einer Tageszeitung. Seit Beginn der 70 Jahre veröffentlichte Schramm heimatgeschichtliche Bücher und Sagenbüchen, aber auch Erzählungen und Kurzgeschichten. Viele seiner Bücher illustrierte er selbst.

## Werke
- „Ja, er lebt noch ...“ Der Holzmichl und andere Geschichten aus dem Erzgebirge. Projekte-Verlag Cornelius, Halle, 2005; ISBN 3-86634-049-4.
- Hoppel und Moppel, die Hasenkinder. Projekte-Verlag Cornelius, Halle, 2005; ISBN 3-86634-014-1.
- Die Wichtel der Dölauer Heide. Projekte-Verlag Cornelius, Halle, 2005; ISBN 3-86634-015-X.
- Zauberhafte Dölauer Heide. Eine romantische Beschreibung des Stadtwaldes aus Anlass des 1200-jährigen Jubiläums der Stadt Halle an der Saale. Projekte-Verlag Cornelius, Halle, 2006; ISBN 3-86634-108-3.
- Der Wiesenkooz und andere Geschichten. Projekte-Verlag Cornelius, Halle, 2006; ISBN 978-3-86634-182-1.
- Mit Marianne Martin durchs Zwönitztal. Geschichten aus dem Erzgebirge. Projekte-Verlag Cornelius, Halle, 2007; ISBN 978-3-86634-310-8.
- Der Schneckenchecker und andere Erzählungen aus Halle-Neustadt. Projekte-Verlag Cornelius, Halle, 2009; ISBN 978-3-86634-811-0.
- St. Martin and the Old Man. + CD und Noten, mit Eva-Maria Schön, aus der Reihe: English Tiger School. Projekte-Verlag Cornelius, Halle, 2009; ISBN 978-3-86634-811-0.